# Volksrepubliek Angola
De Volksrepubliek Angola (Portugees: República Popular de Angola) was een zelfverklaarde socialistische staat die werd uitgeroepen bij de onafhankelijkheid van Portugees-West-Afrika in 1975. De staat had goede betrekkingen met de Sovjet-Unie, Cuba, en de Volksrepubliek Mozambique. De staat werd geleid door de Volksbeweging voor de Bevrijding van Angola (MPLA) en voerde een communistisch beleid uit. 
Tijdens de Angolese Burgeroorlog voerde de União Nacional para a Independência Total de Angola (UNITA) een strijd tegen het communistische bestuur van de MPLA. In 1991 kwam het tot een vredesakkoord en een jaar later werd de volksrepubliek ontmanteld en de Republiek Angola uitgeroepen.